# Onesphore Rwaje
Onesphore Rwaje (sector de Kinyababa, districte de Burera, Província del Nord (Ruanda), 6 de juny de 1953) és un bisbe anglicà ruandès. Va ser el Primat de la província de l'Església Anglicana de Ruanda del 2011 al 2018. Està casat i té cinc fills.

## Carrera eclesiàstica
Rwaje té un màster en teologia i estudis de desenvolupament a la Universitat d'Edimburg a Escòcia i un doctorat en teologia en l'àrea de lideratge del Seminari Teològic Fuller a Pasadena, Califòrnia.
Rwaje fou ordenat degà el 28 de juliol de 1985 i prelat el 27 de juliol de 1986. Fou nomenat canonge residencial a la catedral de Saint Étienne de Kigali el 1989. Va ser elegit primer bisbe de la diòcesi de Byumba, a l'agost de 1991, i va ser consagrat el 24 de novembre de 1991. Es va convertir en Degà de la Província de l'Església Anglicana de Ruanda el 1995. Va ser escollit primat de la província de l'Església Anglicana de Ruanda i bisbe de la recentment creada Diòcesi de Gasabo el 17 de setembre de 2010. La seva proclamació va tenir lloc el 23 de gener de 2011, a l'Estadi de la Universitat de Kigali, a la qual va assistir el president de Ruanda Paul Kagame.
El 10 d'abril de 2012, Rwaje va participar en una conferència de premsa conjunta, amb diversos líders religiosos de denominacions cristianes, sobre la legislació que legalitzaria l'avortament a Ruanda si l'embaràs podria danyar greument la salut de la dona o del nadó per néixer i en casos d'incest, violació o matrimoni forçós. Rwaje va declarar que en lloc d'acceptar l'avortament en aquestes circumstàncies, s'han de prendre mesures per abordar les causes, "ja que són el problema i no l'avortament". També va afirmar que hi ha persones nascudes en aquests casos que s'han convertit en "ciutadans útils per a la nació". Va expressar la seva plena oposició a l'avortament, com el seu predecessor, Emmanuel Kolini, també present.
Rwaje va participar en la Conferència de Lideratge de la Fraternitat d'Anglicans Confessants de la GAFCON que va tenir lloc a l'Església de St. Mark's a Battersea, Londres, Anglaterra, amb delegats de més de 30 països, els dies 23 i 27 d'abril de 2012, per expressar un suport compromès per l'anglicisme ortodox i per al moviment del Realineament anglicà.
Després que l'Església Anglicana de Ruanda sortís de la Missió Anglicana a les Amèriques el desembre de 2011, Rwaje va emetre un comunicat conjunt amb l'arquebisbe Robert Duncan, de l'Església Anglicana a Amèrica del Nord, el 28 d'abril de 2012, abordant la qüestió del futur dels bisbes i clergues del cos de l'Església. Es va decidir crear una nova organització missionera als Estats Units, que seria la PEARUSA, oficialment una doble subjurisdicció de l'Església Anglicana de Ruanda i de l'Església Anglicana a Amèrica del Nord, des de juny de 2012.
Va assistir al GAFCON II, que va tenir lloc a Nairobi, Kenya, del 21 al 26 d'octubre de 2013.